# Sergei Petrowitsch Schukow
Sergei Petrowitsch Schukow (russisch Сергей Петрович Жуков; * 23. November 1975 in Nowosibirsk, Russische SFSR) ist ein ehemaliger russischer Eishockeyspieler, der während seiner Karriere vorwiegend für Lokomotive Jaroslawl auf der Position des Verteidigers gespielt hat.

## Karriere
Schukow begann mit dem Eishockeyspielen in seiner Geburtsstadt Nowosibirsk. Dort spielte er bis in die Saison 1994/95 hinein beim HK Sibir Nowosibirsk. Im Saisonverlauf wechselte er zu Torpedo Jaroslawl. Mit Jaroslawl gewann er in den Jahren 1997, 2002 und 2003 den Titel des Russischen Meisters. Darüber hinaus wurde er 2008 und 2009 Vizemeister. In seiner Karriere wurde der Verteidiger in den Jahren 2004 und 2010 jeweils als fairster Spieler der Superliga bzw. Kontinentalen Hockey-Liga ausgezeichnet. Am 22. Juli 2011 erklärte Schukow seine Spielerkarriere für beendet.

### International

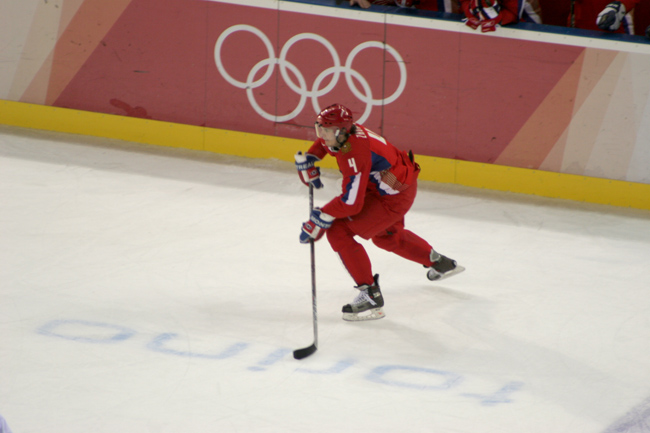
Schukow im Trikot der russischen Nationalmannschaft bei den Olympischen Winterspielen 2006

Schukow vertrat sein Heimatland erstmals bei der Weltmeisterschaft 1998. Weitere Auftritte folgten bei den Weltmeisterschaften Weltmeisterschaft 2001, Weltmeisterschaft 2002 und Weltmeisterschaft 2006. Dabei gewann er 2002 mit der Mannschaft die Silbermedaille, was ihm gleichzeitig die Ehrung als Verdienter Meister des Sports Russlands im Eishockey bescherte.
Des Weiteren war der Verteidiger im Kader bei den Olympischen Winterspielen 2006 in Turin. Im gleichen Jahr gewann er mit Russland auch die Euro Hockey Tour.

## Erfolge und Auszeichnungen
| - 1997 Russischer Meister mit Torpedo Jaroslawl - 2002 Superliga All-Star Game - 2002 Russischer Meister mit Lokomotive Jaroslawl - 2002 Verdienter Meister des Sports Russlands im Eishockey - 2003 Russischer Meister mit Lokomotive Jaroslawl | - 2004 Fairster Spieler der Superliga - 2008 Russischer Vizemeister mit Lokomotive Jaroslawl - 2009 KHL-Vizemeister mit Lokomotive Jaroslawl - 2010 Fairster Spieler der KHL (gemeinsam mit Ruslan Chassanschin) |

### International
- 2002 Silbermedaille bei der Weltmeisterschaft

## Karrierestatistik

### International
Vertrat Russland bei:
- Weltmeisterschaft 1998
- Weltmeisterschaft 2001
- Weltmeisterschaft 2002
- Olympischen Winterspielen 2006
- Weltmeisterschaft 2006

(Legende zur Spielerstatistik: Sp oder GP = absolvierte Spiele; T oder G = erzielte Tore; V oder A = erzielte Assists; Pkt oder Pts = erzielte Scorerpunkte; SM oder PIM = erhaltene Strafminuten; +/− = Plus/Minus-Bilanz; PP = erzielte Überzahltore; SH = erzielte Unterzahltore; GW = erzielte Siegtore; 1 Play-downs/Relegation; Kursiv: Statistik nicht vollständig)